# خفاشان بال‌کیسه‌ای
خفاشان بال‌کیسه‌ای (نام علمی: Emballonuridae) نام یک خانواده از راسته خفاش است.